# The Spiderwick Chronicles (série de livros)
The Spiderwick Chronicles (Brasil: As Crônicas de Spiderwick / Portugal: As Crónicas de Spiderwick) Uma série de livros de fantasia ilustrados, que foram escritos por Holly Black e ilustrado por Tony DiTerlizzi. Os  livros foram fabricados de forma a passar a impressão de que foram escritos à mão. Desenhos feitos de caneta e tinta aparecem pelos livros. A história se passa na Nova Inglaterra, Estados Unidos. Os gêmeos de nove anos, Simon Grace e Jared Grace, e sua irmã mais velha Mallory Grace se mudaram para uma antiga propriedade de Spiderwick. Lá descobriram o Guia de Campo, um livro sobre animais fantásticos  e rapidamente a propriedade ficou infestada de criaturas mágicas, algumas ordinárias, outras maliciosas.

## Publicações

### As Crônicas de Spiderwick
- As Crônicas de Spiderwick: O Guia de Campo
- As Crônicas de Spiderwick: A Pedra da Visão
- As Crônicas de Spiderwick: O Segredo de Lucinda
- As Crônicas de Spiderwick: A Árvore de Ferro
- As Crônicas de Spiderwick: A Ira de Mulgarath

## Beyond Spidewick Chronicles
Após escrever os livros Holly Black e Tony DiTerlizzi escreveram outra série de livros relacionada com as Crônicas de Spiderwick, conhecida como  As Novas Crônicas de Spiderwick, com três volumes: A Canção das Nixie (Em Portugal: A Canção da Ninfa),  Um Problema Gigante e O Rei Wyrm.